# Николай Минев
Д-р Николай Николаев Минев е български шахматист, треньор и шахматен теоретик, международен майстор по шахмат от 1960 г.

## Биография
Завършва Медицинската академия в София през 1956 г.
Той е шампион на България по шахмат през 1953, 1965 и 1966 г. Минев участва на шест шахматни олимпиади, където изиграва 84 партии (21 победи, 45 равенства и 18 загуби). През 1967 г. достига 71-во място в света по рейтинг.
Няколко години е зам. главен редактор на списание „Шахматна мисъл“.
От 1988 г. живее в Сиатъл, САЩ. Автор е на редица теоретични книги по шахмат.

## Участия на шахматни олимпиади
| Година | Организатор | Отбор    | Класиране (отборно) | Дъска         |
| 1954   | Амстердам   | България | 10                  | Първа         |
| 1956   | Москва      | България | 6                   | Втора         |
| 1958   | Мюнхен      | България | 10                  | Трета         |
| 1960   | Лайпциг     | България | 10                  | Първа резерва |
| 1962   | Варна       | България | 6                   | Трета         |
| 1966   | Хавана      | България | 7                   | Първа         |

## Участия на европейски първенства
| Година | Организатор | Отбор    | Класиране (отборно) | Дъска         |
| 1970   | Капфенберг  | България | 6                   | Седма         |
| 1977   | Москва      | България | 5                   | Първа резерва |

## Участия на световни студентски първенства
| Година | Организатор | Отбор    | Класиране (отборно) | Дъска    |
| 1954   | Осло        | България | 3                   | Първа    |
| 1955   | Лион        | България | 4                   | Втора    |
| 1956   | Упсала      | България | 4                   | Четвърта |
| 1957   | Рейкявик    | България | 2                   | Втора    |